# 共同正犯
共同正犯的本质为功能支配，即通过多数行为人分工协作，以共同故意共同实现不法构成要件者。

## 本質
关于共同正犯“共同”之本质，结果无价值论者採「犯罪共同说」。依此，数行为人实现不同构成要件则无从成立共同正犯；行为无价值论者采「行为共同说」，只要行为事实共同即使构成要件不同亦可成立共同正犯。通说採折衷之「部分犯罪共同说」。本說认為，虽所实现不法构成要件不尽相同，在重合范围内亦可成立共同正犯。如甲以杀人之故意、乙以伤害之故意，共同施暴行于丙，在伤害罪范围内二人系共同正犯。

## 故意與間接故意
中華民國最高法院101年度第11次刑事庭會議：「共同正犯在主觀上須有共同犯罪之意思，客觀上須為共同犯罪行為之實行。所謂共同犯罪之意思，係指基於共同犯罪之認識，互相利用他方之行為以遂行犯罪目的之意思；共同正犯因有此意思之聯絡，其行為在法律上應作合一的觀察而為責任之共擔。至於共同正犯之意思聯絡，不以彼此間犯罪故意之態樣相同為必要，蓋刑法第十三條第一項、第二項雖分別規定行為人對於構成犯罪之事實，明知並有意使其發生者，為故意；行為人對於構成犯罪之事實，預見其發生而其發生不違背其本意者，以故意論。前者為直接故意，後者為間接故意，惟不論「明知」或「預見」，僅認識程度之差別，間接故意應具備構成犯罪事實之認識，與直接故意並無不同。除犯罪構成事實以「明知」為要件，行為人須具有直接故意外，共同正犯對於構成犯罪事實既已「明知」或「預見」，其認識完全無缺，進而基此共同之認識「使其發生」或「容認其發生（不違背其本意）」，彼此間在意思上自得合而為一，形成犯罪意思之聯絡。故行為人分別基於直接故意與間接故意實行犯罪行為，自可成立共同正犯。」

## 法律效果
由于存在功能支配，共同正犯的法律效果奉行「部分行为全部责任」原则，即各行为人皆需对所有行为人之行为及结果负责。比如甲乙共同开枪杀丙，甲击中要害，乙未击中，二人皆为故意杀人罪既遂。甲、乙共同犯下侵入住宅盗窃，甲窃得100元，乙窃得500元，二人以盗窃600元论。